# Atlan (Perry Rhodan)
Pour les articles homonymes, voir Atlan.
Atlan est un personnage de fiction qui apparaît pour la première fois dans la série de science-fiction Perry Rhodan (numéro 22). Cet Arkonide immortel prend rapidement une grande importance dans la série Perry Rhodan.
Quelques années plus tard, une nouvelle série appelée Atlan apparaît. Elle raconte l'histoire de ce personnage en commençant par la mort de son père ainsi que de son combat pour retrouver sa place perdue au sein de l'Empire Arkonide. 12 livres de la série ont été traduits en français, mais comme la série Perry Rhodan, ce n'est qu'une infime partie de la collection Atlan.

## Description
Atlan est né le 35 prago du Dryhan 10.479 da Ark (selon le calendrier Arkonide) soit le 9 octobre 8045 av. J.-C. selon la norme temporelle terrienne. Il est mince et de grande taille avec une chevelure blonde. Ses yeux sont couleurs topaze. Il possède une mémoire eidétique ainsi qu'un second cerveau. Son père est l'empereur Gnozal VII, et appartient à la famille impériale des Gnozal. L'Immortel lui donna, pendant sa lutte contre les Droufs, un activateur cellulaire.
Atlan est commandant de la 132e escadre impériale, puis en 2044 il règne sous le nom de Gnozal VIII sur le Grand Empire et enfin il devient Lord amiral de l'O.M.U. en 2115.

## Histoire
- 8000 av-J.C à 2040 (Jeunesse d'Atlan  jusqu'à la connaissance de Perry Rhodan)

L'empereur d'Arkonis est tué lors d'une partie de chasse par son frère Orbanashol. Trahi par son frère, le père (Gnozal VII) d'Atlan fait promettre à Fartuloon de protéger son fils. Devenu orphelin, Atlan a été élevé par Fartuloon, et il finit par oublier qui était son vrai père.
Plusieurs années plus tard, il découvre qu'il est l'héritier légitime de l'empereur Gnozal VII qui fut assassiné plusieurs années auparavant par le souverain actuel, Orbanashol. Fartuloon lui a permis de gravir les échelons de l'Ark Summia et de parvenir à activer son second cerveau dans le but de reprendre son trône. Atlan se lance alors dans la lutte pour renverser l'usurpateur et venger son père.
…
Il connut 27 victoires pendant la guerre contre les Maahks (ou Méthanés). Plus tard, à la suite d'un mystérieux phénomène dans le système de Larsaf III (la Terre), il tombe sur les Droufs qui menacent ce système. Déduisant que cette présence hostile est dangereuse, il engage une lutte acharnée. Les Droufs détruisent le continent d’Atlantis ainsi que sa flotte. Il est alors obligé de rester sur Larsaf III pendant dix mille ans sans avoir la possibilité de revenir à Arkonis. Atlan décide d'attendre le moment où l'humanité sera en mesure d'utiliser le vol spatial, et jusqu'à ce moment, il dort dans un dôme au fond de l'Atlantique.
Gnozal III (un ancêtre d'Atlan) est à l'origine du projet de la création du système synchrone d'Arkonis (ou système des Trois-planètes).
- 2040 à … (Aventures avec Perry Rhodan)

Pendant des millénaires, Atlan multiplie ses périodes de réveil dans le but de connaître le niveau technologique de la Terre. Mais voilà, alors qu'il s'était endormi en 1971 à l'aube d'une guerre nucléaire, il voit avec horreur que la Terre connait parfaitement le vol spatial quand il se réveille en 2040. Il tente alors de voler un vaisseau mais Perry Rhodan réussit à l'arrêter, néanmoins il s'enfuit et prend Perry Rhodan en otage. Après une lutte acharnée entre les deux humanoïdes, ils finissent par fraterniser.
Atlan devient Empereur d'Arkonis après avoir vaincu le Régent, qui règne en 2040 sur le Grand Empire d'Arkonis. Mais les Arkonides ont dégénéré pendant l'absence d'Atlan. Il ne peut retenir l'Empire que quatre-vingts ans. En 2115, il renonce à son titre d'Empereur et devient « Lord amiral » de l'O.M.U (l'Organisation des Mondes Unis), fondée par lui-même. Grâce à ce nouveau titre, Atlan aide Perry Rhodan dans ses multiples aventures.

## Les titres
- Dans la série Perry Rhodan
  - Cycle 1: La Troisième Force
  - Cycle 2: Atlan et Arkonis
  - Cycle 3: Les Bioposis
  - Cycle 4: Le Deuxième Empire
  - Cycle 5: Les Maîtres Insulaires
  - Cycle 6: M87
  - Cycle 7: Les Cappins
  - Cycle 8: L'Essaim

- Dans la série Atlan

1. Traque sur Gortavor
2. Le Prince de Cristal
3. Les Pièges de Kraumonn
4. Le Monde des Mille Tortures
5. La Barrière cosmique
6. Le Bio-Parasite
7. Le Route des cratères
8. Le Chaos et l'Incrée
9. La Positronique oubliée
10. La Déesse venue de l'Infini
11. L'Anneau de la terreur
12. La Croisade des dissociés

## Auteurs de la série Atlan
- Rainer Castor
- Clark Darlton
- H. G. Ewers
- Klaus Fischer
- Dirk Hess
- Karl-Herbert Scheer
- Ernst Vlcek